# Самоткань
Самоткань (укр. Самоткань) — село,
Першотравенский сельский совет,
Верхнеднепровский район,
Днепропетровская область,
Украина.
Код КОАТУУ — 1221087504. Население по переписи 2001 года составляло 37 человек.

## Географическое положение
Село Самоткань находится на правом берегу реки Самоткань,
выше по течению примыкает село Перше Травня,
ниже по течению на расстоянии в 0,5 км расположено село Тарасовка,
на противоположном берегу — село Подлужье.

## История
- В 1946 г. село  Далекий Рим переименовано в Самоткань[2].